# Equació de Raychaudhuri
En relativitat general, l'equació de Raychaudhuri, o equació de Landau-Raychaudhuri, és un resultat fonamental que descriu el moviment de fragments de matèria propers.
L'equació és important com a lema fonamental per als teoremes de singularitat de Penrose-Hawking i per a l'estudi de solucions exactes en la relativitat general, però té un interès independent, ja que ofereix una validació simple i general de la nostra expectativa intuïtiva que la gravitació hauria de ser una força atractiva universal entre dos trossos de massa-energia en la relativitat general, tal com ho és en la teoria de la gravitació de Newton.
L'equació va ser descoberta independentment per la física índia Amal Kumar Raychaudhuri i el físic soviètic Lev Landau.

## Enunciat matemàtic
Donat un camp vectorial unitari de tipus temporal {\displaystyle {\vec {X}}} (que es pot interpretar com una família o congruència de línies d'univers que no es tallen a través de la corba integral, no necessàriament geodèsiques), l'equació de Raychaudhuri es pot escriure
{\displaystyle {\dot {\theta }}=-{\frac {\theta ^{2}}{3}}-2\sigma ^{2}+2\omega ^{2}-{E[{\vec {X}}]^{a}}_{a}+{{\dot {X}}^{a}}_{;a}}
on
{\displaystyle 2\sigma ^{2}=\sigma _{mn}\,\sigma ^{mn},\;2\omega ^{2}=\omega _{mn}\,\omega ^{mn}}
són invariants quadràtics (no negatius) del tensor de cisallament
{\displaystyle \sigma _{ab}=\theta _{ab}-{\frac {1}{3}}\,\theta \,h_{ab}}
i el tensor de vorticitat
{\displaystyle \omega _{ab}={h^{m}}_{a}\,{h^{n}}_{b}X_{[m;n]}}
respectivament. Aquí,
{\displaystyle \theta _{ab}={h^{m}}_{a}\,{h^{n}}_{b}X_{(m;n)}}
és el tensor d'expansió, {\displaystyle \theta } és la seva traça, anomenada escalar d'expansió, i
{\displaystyle h_{ab}=g_{ab}+X_{a}\,X_{b}}
és el tensor de projecció sobre els hiperplans ortogonals a {\displaystyle {\vec {X}}}. A més, el punt denota la diferenciació respecte al temps propi comptat al llarg de les línies d'univers de la congruència. Finalment, la traça del tensor de marea {\displaystyle E[{\vec {X}}]_{ab}} també es pot escriure com
{\displaystyle {E[{\vec {X}}]^{a}}_{a}=R_{mn}\,X^{m}\,X^{n}}
Aquesta quantitat de vegades s'anomena escalar de Raychaudhuri.

## Importància intuïtiva
L'escalar d'expansió mesura la taxa fraccionària a la qual el volum d'una petita bola de matèria canvia respecte al temps, mesurat per un observador central comòbil (i per tant pot prendre valors negatius). En altres paraules, l'equació anterior ens dóna l'equació d'evolució per a l'expansió de la congruència temporal. Si la derivada (respecte al temps propi) d'aquesta quantitat resulta ser negativa al llarg d'alguna línia de món (després d'un cert esdeveniment), aleshores qualsevol expansió d'una petita bola de matèria (el centre de massa de la qual segueix la línia de món en qüestió) ha d'anar seguida d'un recol·lapse. Si no, és possible que continuï l'expansió.
El tensor de cisallament mesura qualsevol tendència d'una bola de matèria inicialment esfèrica a distorsionar-se i adoptar una forma el·lipsoidal. El tensor de vorticitat mesura qualsevol tendència de les línies d'univers properes a girar-se l'una al voltant de l'altra (si això passa, la nostra petita massa de matèria està girant, com passa amb els elements fluids en un flux de fluids ordinari que presenta una vorticitat diferent de zero).
El costat dret de l'equació de Raychaudhuri consta de dos tipus de termes:
1. termes que promouen el (re)col·lapse
  - escalar d'expansió inicialment diferent de zero,
  - cisallament diferent de zero,
  - traça positiva del tensor de marea; aquesta és precisament la condició garantida assumint la condició d'energia forta, que es compleix per als tipus de solucions més importants, com ara les solucions de fluids físicament raonables,
2. termes que s'oposen al (re)col·lapse
  - vorticitat diferent de zero, corresponent a les forces centrífugues newtonianes,
  - divergència positiva del vector d'acceleració (per exemple, acceleració cap a l'exterior a causa d'una explosió esfèricament simètrica, o més prosaicament, a causa de les forces del cos sobre els elements fluids en una bola de fluid mantinguda unida per la seva pròpia autogravitació).

Normalment, un terme guanyarà. No obstant això, hi ha situacions en què es pot aconseguir un equilibri. Aquest equilibri pot ser:
- estable: en el cas de l'equilibri hidroestàtic d'una bola de fluid perfecte (per exemple, en un model d'un interior estel·lar), l'expansió, el cisallament i la vorticitat s'anul·len, i una divergència radial en el vector d'acceleració (la força corporal necessària sobre cada gota de fluid és proporcionada per la pressió del fluid circumdant) contraresta l'escalar de Raychaudhuri, que per a un fluid perfecte és {\displaystyle E[{\vec {X}}]^{a}{}_{a}=4\pi (\mu +3p)} en unitats geometritzades. En la gravitació newtoniana, la traça del tensor de marea és {\displaystyle 4\pi \mu } ; en la relativitat general, la tendència de la pressió a oposar-se a la gravetat es veu parcialment compensada per aquest terme, que en determinades circumstàncies pot esdevenir important.
- inestable: per exemple, les línies de món de les partícules de pols a la solució de Gödel tenen un cisallament, una expansió i una acceleració nul·les, però una vorticitat constant que només equilibra un escalar de Raychuadhuri constant a causa de l'energia del buit diferent de zero ("constant cosmològica").

## Teorema de focalització
Suposem que la condició d'energia forta es compleix en alguna regió del nostre espai-temps, i sigui {\displaystyle {\vec {X}}} sigui un camp vectorial unitari geodèsic de tipus temporal amb vorticitat nul·la, o equivalentment, que sigui hipersuperfície ortogonal. Per exemple, aquesta situació es pot donar en estudiar les línies d'univers de les partícules de pols en models cosmològics que són solucions exactes de pols de l'equació de camp d'Einstein (sempre que aquestes línies d'univers no s'enrotllin l'una al voltant de l'altra, en aquest cas la congruència tindria una vorticitat diferent de zero).
Aleshores, l'equació de Raychaudhuri esdevé
{\displaystyle {\dot {\theta }}=-{\frac {\theta ^{2}}{3}}-2\sigma ^{2}-{E[{\vec {X}}]^{a}}_{a}}
Ara el costat dret sempre és negatiu o zero, de manera que l'escalar d'expansió no augmenta mai amb el temps.
Com que els dos últims termes són no negatius, tenim
{\displaystyle {\dot {\theta }}\leq -{\frac {\theta ^{2}}{3}}}
Integrant aquesta desigualtat respecte al temps propi {\displaystyle \tau } dóna
{\displaystyle {\frac {1}{\theta }}\geq {\frac {1}{\theta _{0}}}+{\frac {\tau }{3}}}
Si el valor inicial {\displaystyle \theta _{0}} de l'escalar d'expansió és negatiu, això significa que les nostres geodèsiques han de convergir en una càustica ( {\displaystyle \theta } tendeix a menys infinit) en un temps propi de com a màxim {\displaystyle 3/|\theta _{0}|} després de la mesura del valor inicial {\displaystyle \theta _{0}} de l'escalar d'expansió. Això no necessàriament indica una trobada amb una singularitat de curvatura, però sí que indica una ruptura en la nostra descripció matemàtica del moviment de la pols.

## Equacions òptiques
També hi ha una versió òptica (o nul·la) de l'equació de Raychaudhuri per a congruències geodèsiques nul·les.
{\displaystyle {\dot {\widehat {\theta }}}=-{\frac {1}{2}}{\widehat {\theta }}^{2}-2{\widehat {\sigma }}^{2}+2{\widehat {\omega }}^{2}-T_{\mu \nu }U^{\mu }U^{\nu }}
Aquí, els barrets indiquen que l'expansió, el cisallament i la vorticitat només són respecte a les direccions transversals. Quan la vorticitat és zero, assumint la condició d'energia nul·la, es formaran càustiques abans que el paràmetre afí arribi a {\displaystyle 2/{\widehat {\theta }}_{0}}.

### Aplicacions
L'horitzó d'esdeveniments es defineix com el límit del passat causal d'infinit nul. Aquests límits són generats per geodèsiques nul·les. El paràmetre afí tendeix a infinit a mesura que ens acostem a l'infinit nul, i no es formen càustiques fins aleshores. Per tant, l'expansió de l'horitzó d'esdeveniments ha de ser no negativa. Com que l'expansió dóna la taxa de canvi del logaritme de la densitat d'àrea, això significa que l'àrea de l'horitzó d'esdeveniments mai pot baixar, almenys clàssicament, assumint la condició d'energia nul·la.